# Loja laevis
Loja laevis är en insektsart som beskrevs av Giglio-tos 1898. Loja laevis ingår i släktet Loja och familjen vårtbitare. Inga underarter finns listade i Catalogue of Life.